# Unione Sportiva Fascista Catanzarese 1931-1932
Questa pagina raccoglie i dati riguardanti l'Unione Sportiva Fascista Catanzarese nelle competizioni ufficiali della stagione 1931-1932.

## Rosa
| N. |                   | Ruolo | Calciatore             |
| -- | ----------------- | ----- | ---------------------- |
|    | Italia (bandiera) | A     | Eduardo Barberio       |
|    | Italia (bandiera) | C     | Brianzi                |
|    | Italia (bandiera) | C     | Califfi                |
|    | Italia (bandiera) | D     | Letterio Catapano      |
|    | Italia (bandiera) | C     | Luigi Ciminaghi        |
|    | Italia (bandiera) | C     | Colombo                |
|    | Italia (bandiera) | C     | Alberto Costa          |
|    | Italia (bandiera) | A     | Giuseppe Carlo Ferrari |
|    | Italia (bandiera) | A     | Ugo Ferrè              |
|    | Italia (bandiera) | P     | Aimo Gabardi           |

| N. |                   | Ruolo | Calciatore        |
| -- | ----------------- | ----- | ----------------- |
|    | Italia (bandiera) | P     | William Gori      |
|    | Italia (bandiera) | D     | Landoni           |
|    | Italia (bandiera) | D     | Devid Olivero     |
|    | Italia (bandiera) | A     | Mario Paniati     |
|    | Italia (bandiera) | D     | Vittorio Pasti    |
|    | Italia (bandiera) | D     | Vittorio Redaelli |
|    | Italia (bandiera) | C     | Giovanni Rossini  |
|    | Italia (bandiera) | A     | Santi             |
|    | Italia (bandiera) | A     | Carlo Sora        |